# Goričko jezero
Goričko jezero je jezero na rijeci Trebišnjici, 4 kilometra uzvodno od Trebinja. 
Ovo umjetno jezero nastalo je izgradnjom hidrocentrale Trebinje II (Gorica).